# Macrocalamus jasoni
Espèce
Statut de conservation UICN

 LC  : Préoccupation mineure
Macrocalamus jasoni  est une espèce de serpents de la famille des Colubridae.

## Répartition
Cette espèce est endémique du Pahang en Malaisie péninsulaire.

## Description
L'holotype de Macrocalamus jasoni, une femelle gravide, mesure 760 mm pour une circonférence à mi-corps de 237 mm. Cette espèce a le dos noir iridescent et présente une paire de lignes vertébrales de couleur ocre s'étendant de la tempe à la pointe de la queue.

## Étymologie
Cette espèce est nommée en l'honneur de J. Jason Gathorne-Hardy.

## Publication originale
- Grandison, 1972 : The Gunong Benom expedition. 1967, 5. Reptiles and Amphibians of Gunong Benom with a description of a new species of Macrocalamus. Bulletin of the British Museum of Natural History, (Zool.), vol. 23, n. 4, p. 45-101 (texte intégral).